# Маццуоли, Джузеппе
Джузеппе Маццуоли (итал. Giuseppe Mazzuoli; 5 января 1644[…], Вольтерра, Тоскана — 7 марта 1725, Рим) — итальянский скульптор эпохи барокко, ученик и последователь Бернини. 

## Биография
Маццуоли родился в городе Вольтерра, начал обучаться своему ремеслу в Сиене, но большую часть своей дальнейшей жизни провел в Риме. Вскоре после приезда в Рим он поступил в мастерскую Эрколе Феррата, где стал единственным учеником Мельхиорре Кафа, помощника Ферраты. Как и Феррата, Маццуоли часто привлекался Лоренцо Бернини в качестве помощника при работе с крупными заказами. Он был среди сотрудников Бернини, которые работали вместе с ним над гробницей папы Александра VII (1672–1678).
Когда в конце 1702 года папа Климент XI и кардинал Бенедетто Памфили объявили о своем грандиозном плане создания двенадцати скульптур апостолов в натуральную величину для заполнения ниш вдоль нефа Латеранской базилики, заказ был разделен между всеми ведущими скульпторами Рима, причём оплата каждой статуи производилась отдельным меценатом. Маццуоли досталась статуя апостола Филиппа, а оплачивал его работу архиепископ Вюрцбурга (Германия).  Как и большинство привлечённых скульпторов, Маццуоли при работе над скульптурой должен был опираться на эскиз любимого художника папы Климента — Карло Маратты, которому он должен был следовать. Маццуоли завершил работу над скульптурой в 1711 году.
Маццуоли также выполнил несколько крупных заказов для Мальтийского ордена, в те времена базировавшегося на Мальте, в первую очередь, главный алтарь собора Святого Иоанна в Валлетте, законченный в 1703 году. Для этого собора он создал мраморную группу «Крещения Христа», которая могла опираться на более ранние работы Мельхиорре Кафа, и аллегорические фигуры для надгробия Великого Магистра Мальтийского ордена испанца Раймундо де Перельоса-и-Рокафуля (ум. 1720).
Скульптура Маццуоли 1709 года «Гибель Адониса» многие годы входит в постоянную экспозицию Государственного Эрмитажа, Санкт-Петербург.

## Семья
Брат Джузеппе Маццуоли, Аннибале Маццуоли, был художником, а его сын, Джузеппе Маццуоли-младший — художником и скульптором.